# Кемийоки
Кемийоки (на фински: Kemijoki) е най-дългата изцяло протичаща река на територията на Финландия (провинция,Лапландия), вливаща се в Ботническия залив на Балтийско море. Дължина 550 km, площ на водосборния басейн 51 127 km².

## Географска характеристика
Река Кемийоки се образува на 233 m н.в., при село Кемихара в северната част на Финландия от сливането на двете съставящи я реки Налтиахара (лява съставяща) и Кемихара (дясна съставяща), водещи началото си от южния склон на простиращия се по паралела участък от възвишението Манселкя. Тече основно в югозападна посока по хълмисти местности, през няколко проточни езера, в т.ч. езерото Кемиярви и множество бързеи и прагове в горното и средно течение. Влива се в северната част на Ботническия залив на Балтийско море при град Кеми.
Водосборният басейн на река Кемийоки обхваща площ от 51 127 km². Речната ѝ мрежа е двустранно развита, но с повече и по-дълги десни притоци. На запад и юг водосборният басейн на Кемийоки граничи с водосборните басейни на реките Торниойоки, Симойоки, Ийоки и други по-малки, вливащи се в Ботническия залив на Балтийско море, на северозапад – с водосборния басейн на река Алтаелв (от басейна на Норвежко море), на север – с водосборните басейни на реките Танайоки, Паатсйоки и Тулома (от басейна на Баренцево море), а на югоизток – с водосборния басейн на река Ковда (от басейна на Бяло море.
Основни притоци:
- Леви – Вярийойоки, Тенийойоки (126 km, 4140 km²), Кясмянйоки, Вялийоки;
- Десни – Кайрийоки, Китинен (278 km, 7570 km²), Рауданйоки (150 km), Оунасйоки (300 km, 13 968 km²).[1]

Кемийоки има предимно снежно подхранване с ясно изразено пролетно пълноводие, предизвиквано от снеготопенето, характерни епизодични есенни прииждания в резултат от поройни дъждове във водосборния ѝ басейн и зимно маловодие. Среден годишен отток в устието 515 m³/s. Замръзва през ноември, а се размразява през май.

## Стопанско значение, селища
Водите на реката се използват за производство на електроенергия – 6 големи ВЕЦ-а (Сейтакорва, Партикоски, Валаяскоски, Петяякоски, Осаускоски и Тайвалкоски), които произвеждат годишно 4,3 млрд. квтч електроенергия, което представлява 34,5% от произвежданата електроенергия във Финландия. В най-долното течение Кемийоки е плавателна за плиткогазещи речни съдове. Най-големите селища, разположени по течението ѝ са градовете: Кемиярви, Рованиеми и Кеми.